# Andy McKee
Andy McKee (* 1979, Topeka, Kansas, USA) je americký akustický kytarista. Proslavil se pomocí svých hudebních videí na YouTube v roce 2006. Jeho originální styl hraní, složité kompozice a talent mu tak získaly řady fanoušků po celém světě. Jeho doposud nejúspěšnější skladbou je Drifting, který má v současné době na YouTube asi 53 000 000 zhlédnutí a je jedním z nejpopulárnějších hudebních klipů na YouTube vůbec. Další skladby byly taktéž úspěšné, i když ne tolik. Patří mezi ně například Rylynn (13 mil. zhlédnutí), Africa (9 mil.) nebo Into the Ocean (skoro 6 mil.).

## Životopis
Když bylo Andymu 13 let, dostal k narozeninách od otce svoji první akustickou kytaru. Krátce na to dostal Andy také první elektrickou kytaru a začal hrát hudbu svých tehdy oblíbených kapel - Metallica, Eric Johnson, Don Ross a Dream Theater. Andyho šestnácté narozeniny byly přelomem v jeho životě. Ačkoliv se hře na kytaru moc nevěnoval, jeho bratranec, který hrál na elektrickou kytaru, ho vzal na jeho narozeniny podívat se na kytaristu Prestona Reeda, což ho inspirovalo k tomu, aby pokračoval ve svém studiu. Ve dvaceti letech začal skládat hudbu. V roce 2001 vydal svoje první CD s názvem Nocturne a zúčastnil se prestižní soutěže National Fingerstyle Guitarist Competition ve Winfieldu. Získal třetí místo a stal se tak nejmladším účastníkem, který se dostal do první trojky.
V roce 2005 se připojil ke Candyrat Records. V současné době však spolupracuje s nahrávací společností Razor and Tie.

## Diskografie
- Nocturne (2001)
- Dreamcatcher (2004)
- Art of Motion (2005)
- The Gates of Gnomeria (2007)
- The Thing That Came from Somewhere (s Donaldem Rossem) (2008)
- Joyland (2010)